# Caryville (Tennessee)
Caryville város az USA Tennessee államában, Campbell megyében. Lakosainak száma 2212 fő (2020. április 1.).

## Népesség
A település népességének változása:

| 2010 | 2 297 |
| 2020 | 2 212 |